# Niji no Yokan
"Niji no Yokan" - Premonição do arco-íris (虹の予感) é o quarto single da cantora Ayaka Hirahara. Apesar não ter vendido tão bem, apenas 18 355 cópias em todo Japão, a música desse single é uma dos maiores sucessos da A-ya. Tem como b-side (Lado B), a canção "Watashi wo Yonde" - Meu chamado (私を呼んで).

## Faixas
Faixas do single Niji no Yokan:
| N.º | Título                                        | Letras                             | Música                             | Duração |  |
| 1.  | "Niji no Yokan (虹の予感)"                    | Ayaka Hirahara                     | Ayaka Hirahara                     | 5:16    |  |
| 2.  | "Watashi wo Yonde (私を呼んで)"               | Ayaka Hirahara / Masayuki Sakamoto | Ayaka Hirahara / Masayuki Sakamoto | 5:04    |  |
| 3.  | "Niji no Yokan (虹の予感) ~Vocal-Less Track~" | -                                  | Ayaka Hirahara                     | 5:15    |  |